# Mélodie de spectre constant
Pour les articles homonymes, voir Mélodie (homonymie).

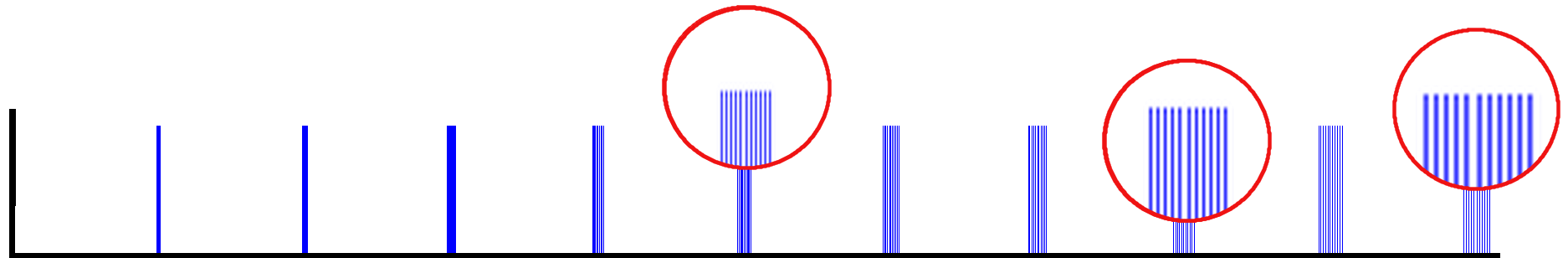
Spectre de la mélodie paradoxale.

Un timbre constant d'une hauteur tonale constante est caractérisé par un spectre. Le long d'un morceau de musique, le spectre mesuré dans une fenêtre temporelle étroite varie avec la mélodie et les éventuels effets des instruments. De ce fait, il peut sembler paradoxal qu'un spectre constant puisse se percevoir comme une mélodie et non comme un timbre.

## Caractéristiques
Le paradoxe tient au fait que l'oreille n'est pas un spectrographe abstrait : elle calcule la transformée de Fourier du signal audio dans une fenêtre temporelle étroite, mais les variations plus lentes sont perçues comme des évolutions temporelles et non comme des notes.
Cependant, l'exemple de mélodie paradoxale ci-dessus ne contient pas d'infrasons (i.e., de sons purs de période plus lente que la fenêtre temporelle). Ce second paradoxe tient au fait que lorsque deux notes sont très proches, elles engendrent un battement. Si la période de ce battement est plus longue que la fenêtre d'intégration, elle est perçue comme une évolution sinusoïdale de la note moyenne : 
sin(2π(f+ε)t) + sin(2π(f-ε)t) = sin(2πft)cos(2πεt)
où 1/ε est la période lente.
Le présent spectre est composé de multiples fréquences battant entre elles, ce qui produit une superposition d'un ensemble de notes s'amplifiant puis s'éteignant à différents moments et à différentes vitesses, ce qui forme la mélodie.

## Programme matlab/scilab/octave
Voici le programme utilisé pour générer la mélodie paradoxale:
```
n=10; duree=20; harmon=10; df=0.1; 
t=(1:duree*44100)/44100; 
y=0; 
for i = 0:n, 
  for j = 1:harmon, 
    y=y+sin(2*3.1415927*(55+i*df)*j*t); 
  end; 
end;
sound(y/(n*harmon),44100);
```